# Charmont (Val-d'Oise)
Charmont is een gemeente in het Franse departement Val-d'Oise (regio Île-de-France) en telt 28 inwoners (2009). De plaats maakt deel uit van het arrondissement Pontoise.

## Geografie
De oppervlakte van Charmont bedraagt 3,8 km², de bevolkingsdichtheid is dus 7,4 inwoners per km².
De onderstaande kaart toont de ligging van Charmont (Val-d'Oise) met de belangrijkste infrastructuur en aangrenzende gemeenten.

## Demografie
Onderstaande figuur toont het verloop van het inwonertal (bron: INSEE-tellingen).